# Нин Ваньци
Нин Ваньци́ (кит. упр. 宁婉棋, пиньинь Níng Wǎnqí; род. 29 марта 2000, Цицикар) — китайская фигуристка, выступающая в танцах на льду. В паре с Ван Чао является трёхкратным бронзовым призёром чемпионата Китая (2018—2020), бронзовым призёром Гран-при Китая (2020) и участницей чемпионатов четырёх континентов.

## Карьера
Нин Ваньци встала на коньки в 2006 году. На начальном этапе состязалась в одиночном катании. Чемпионат Китая 2013 года завершила четырнадцатой среди двадцати участниц, выходивших на лёд. После чего перешла в танцы на льду, образовав пару с бывшим одиночником Ван Чао. Их тренером стал многократный чемпион Китая и участник Олимпийский игр Цао Сяньмин.
Нин и Ван вышли на международный уровень в сезоне 2017/2018, когда дебютировали в юниорской серии Гран-при. По результатам выступлений на этапах Гран-при они набрали необходимый технический минимум в коротком и произвольном танце, что позволило в окончание сезона выступить на чемпионате мира среди юниоров.
В последующие два сезона Федерация фигурного катания Китая включала пару в состав сборной на чемпионат четырёх континентов, а также они представляли постановки на «Челленджере» Asian Open Trophy. Три года подряд Нин и Ван завоёвывали бронзовые медали чемпионата Китая (2018—2020).

## Программы
| Сезон     | Ритм-танец | Произвольный танец |
| --------- | --- | --- |
| 2019–2020 | - Фокстрот: «A Spoonful of Sugar» - Квикстеп: «A Spoonful of Sugar» - Вальс: «Chim Chim Cher-ee» - Полька: «Supercalifragilisticexpialidocious» (из фильма «Мэри Поппинс») | - «Ouverture» - «Je dors sur des roses» (из мюзикла «Моцарт. Рок-опера»)                                                             |
| 2018–2019 | - Танго: «Emigrante (Exilio Del Alma)» Tanghetto | - «Fire on the Floor» Бет Харт - «Bring Me Some Water» Мелисса Этеридж                                                               |
|           | Короткий танец | |
| 2017–2018 | - Ча-ча-ча: «Perhaps, Perhaps, Perhaps» Pussycat Dolls - Самба: «Batucada» DJ Dero                                                                                         | - «Young Michael» (из мультфильма «Университет монстров») Рэнди Ньюман - «Foxy Fakeout» (из мультфильма «Зверополис») Майкл Джаккино |

## Результаты
| Соревнования                  | 14/15         | 15/16         | 16/17         | 17/18         | 18/19         | 19/20         | 20/21         |
| Международные                 | Международные | Международные | Международные | Международные | Международные | Международные | Международные |
| ----------------------------- | ------------- | ------------- | ------------- | ------------- | ------------- | ------------- | ------------- |
| Чемпионат четырёх континентов |               |               |               |               | 11            | 12            |               |
| Гран-при. Cup of China        |               |               |               |               |               |               | 3             |
| Челленджер. Asian Open Trophy |               |               |               |               | 5             | 6             |               |
| Shanghai Trophy               |               |               |               |               |               | 5             |               |
| Mentor Torun Cup              |               |               |               |               | 9             |               |               |
| Международные среди юниоров   |               |               |               |               |               |               |               |
| Чемпионат мира                |               |               |               | 22            |               |               |               |
| Гран-при. Польша              |               |               |               | 9             |               |               |               |
| Гран-при. Хорватия            |               |               |               | 10            |               |               |               |
| Tallinn Trophy                |               |               |               | 10            |               |               |               |
| Национальные                  |               |               |               |               |               |               |               |
| Чемпионат Китая               | 9             | 6             |               | 3             | 3             | 3             |               |